# Oligomyrmex sodalis
Oligomyrmex sodalis är en myrart som beskrevs av Carlo Emery 1914. Oligomyrmex sodalis ingår i släktet Oligomyrmex och familjen myror. Inga underarter finns listade i Catalogue of Life.